# Sioux Gateway Airport

i7
i11
i13
Der Sioux Gateway Airport (IATA-Code: SUX, ICAO-Code: KSUX), auch als Colonel Bud Day Field bekannt, ist der Flughafen von Sioux City im Woodbury County im Westen des US-amerikanischen Bundesstaates Iowa. Der ständig geöffnete und im städtischen Besitz befindliche Flughafen liegt an der Schnittstelle der drei Bundesstaaten Iowa, Nebraska und South Dakota.
Die Federal Aviation Administration (FAA) stuft den zum National Plan of Integrated Airport Systems gehörenden Flughafen anhand der Zahl von 28.137 abfliegenden Passagieren (im Jahr 2011) als primary commercial service airport ein.

## Lage
Der Flughafen liegt direkt am Missouri, der die Grenze zu Nebraska bildet. Die Grenze zu South Dakota befindet sich 17,6 km nordwestlich. Die Stadt Sioux City liegt 13,2 km nördlich und ist über die Interstate 29 zu erreichen.

## Ausstattung
Der Flughafen verfügt über zwei Start- und Landebahnen, die je einen Beton- bzw. Asphaltbelag haben. Es gibt einen Passagierterminal mit zwei mit Fluggastbrücken ausgestatteten Gates. Im Hauptgebäude befindet sich eine Gepäckförderanlage mit einer Ausgabestelle, neben der mehrere Mietwagenfirmen ihre Stützpunkte haben.

## Flugzeuge und Flugbewegungen
Auf dem Flughafen sind insgesamt 71 Flugzeuge stationiert. Davon sind 45 einmotorige Propellermaschinen, 16 Düsenjets sowie ein Hubschrauber. Daneben sind noch neun Militärflugzeuge stationiert.
Von den 57 Flugbewegungen pro Tag sind 10 Prozent dem Linienflugverkehr, 61 Prozent der Allgemeinen Luftfahrt und 13 Prozent dem Lufttaxiverkehr zuzuordnen. Daneben gibt es noch rund 16 Prozent militärische Flugbewegungen.

## Fluggesellschaften und Flugziele
American Airlines betreibt von hier einen Liniendienst nach Chicago mit täglich zwei Abflügen.

## Militärische Nutzung
Der Flugplatz wurde 1942 nach dem Eintritt in den Zweiten Weltkrieg für die US Army Air Forces angelegt. Im Jahr 1946 wurde der Flugplatz vom Air Force Reserve Command übernommen. Im gleichen Jahr wurde hier eine Einheit der Air National Guard stationiert.

## Zwischenfall
Am 19. Juli 1989 kam es bei einer McDonnell Douglas DC-10-10 der United Airlines (Luftfahrzeugkennzeichen N1819U) auf dem Weg von Denver nach Philadelphia zu einem kompletten Hydraulikausfall. Das Flugzeug konnte daraufhin nur noch mittels des Triebwerksschubes gesteuert werden und zerschellte bei der Notlandung auf der Landebahn, wobei 110 der 285 Passagiere und eine Flugbegleiterin ums Leben kamen. Dieser Unfall ist einer der am meisten beachteten in der amerikanischen Luftfahrtgeschichte, da ein in der Nähe des Rollfeldes befindliches Fernsehteam des Lokalsenders KTIV den Landeversuch und Absturz der Maschine filmte (siehe auch United-Airlines-Flug 232).